# Головинка (Сочи)
Голови́нка (адыг. Шэхап) — курортный поселок города Сочи в Краснодарском крае. Входит в состав Лазаревского района муниципального образования города-курорта Сочи.

## География

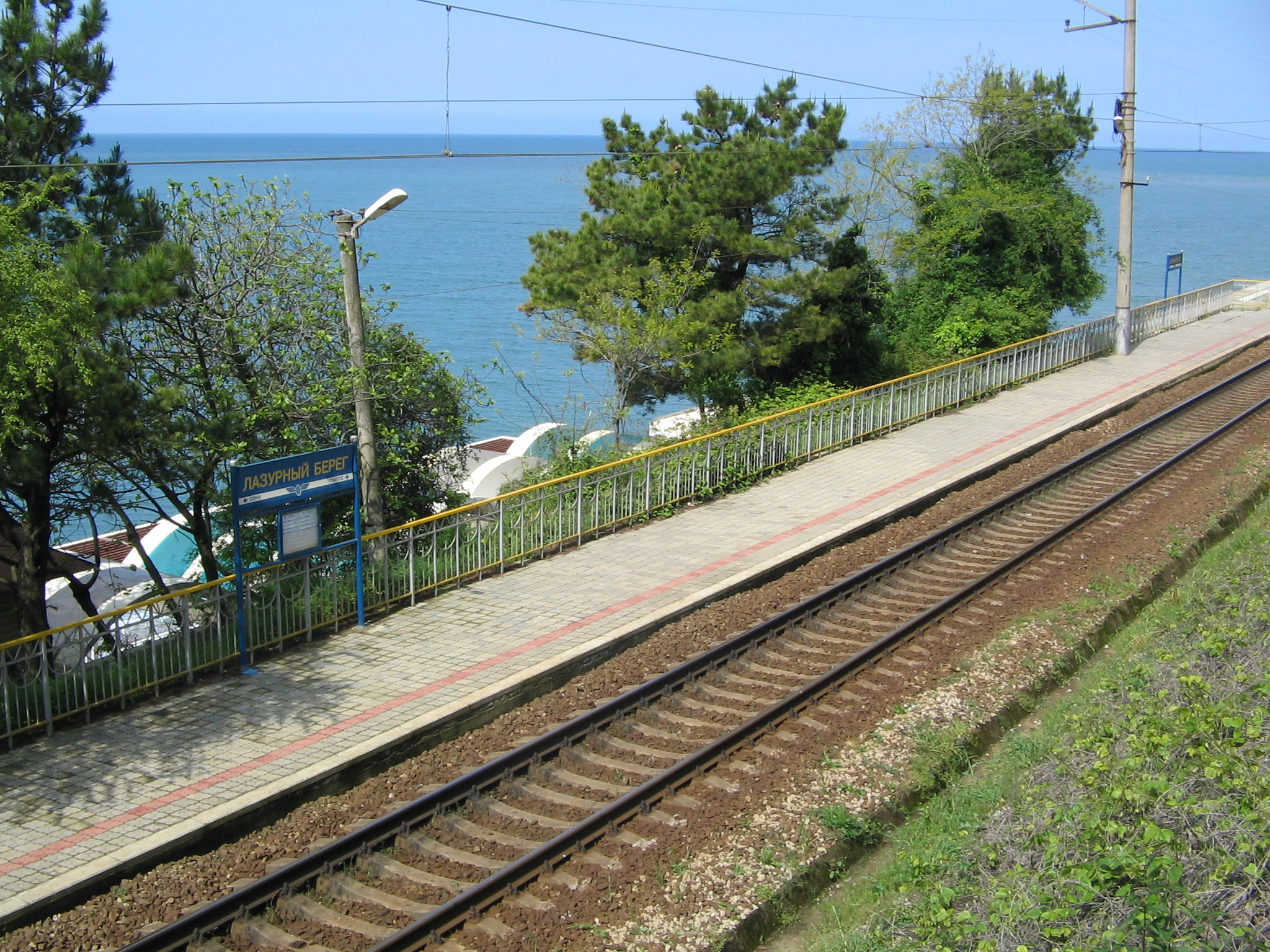
Железнодорожная платформа «Лазурный берег» на территории Головинки

Посёлок находится в устье реки Шахе, у побережья Чёрного моря. Расположен в 25 км к юго-востоку от районного центра — Лазаревское, в 43 км к северу от Центрального Сочи и в 250 км к югу от города Краснодар (по дороге). 
Граничит с землями населённых пунктов: Глубокая Щель на северо-западе, Малый Кичмай на юго-востоке, Шахе и Ахинтам на северо-востоке и Якорная Щель на юго-востоке. 
Через посёлок проходят федеральная автотрасса А-147 «Джубга-Адлер» и железнодорожная ветка Северо-Кавказской железной дороги. Действуют железнодорожные платформы Головинка и Лазурный Берег. 
Курортный посёлок расположен в холмистой равнине на южном склоне Главного Кавказского хребта. Средние высоты на территории аула составляют около 30 метров над уровнем моря. Высшей точкой в окрестностях посёлка является безымянная гора высотой в 224 метра.  
Гидрографическая сеть представлена в основном рекой Шахе. Недалеко от впадения реки в моря, Шахе разветвляется на несколько рукавов, образуя дельту. Вдоль южной окраины посёлка протекает река Осохой. Вдоль северной река Матросская Щель. Местность также богата родниками. В посёлке начинается туристическая дорога ведущая в урочище «33 водопада» в верховьях реки Шахе.
Климат в микрорайоне влажный субтропический. Среднегодовая температура воздуха составляет около +13,7°С, со средними температурами июля около +24,3°С, и средними температурами января около +6,2°С. Среднегодовое количество осадков составляет около 1450 мм. Основная часть осадков выпадает зимой.

## История

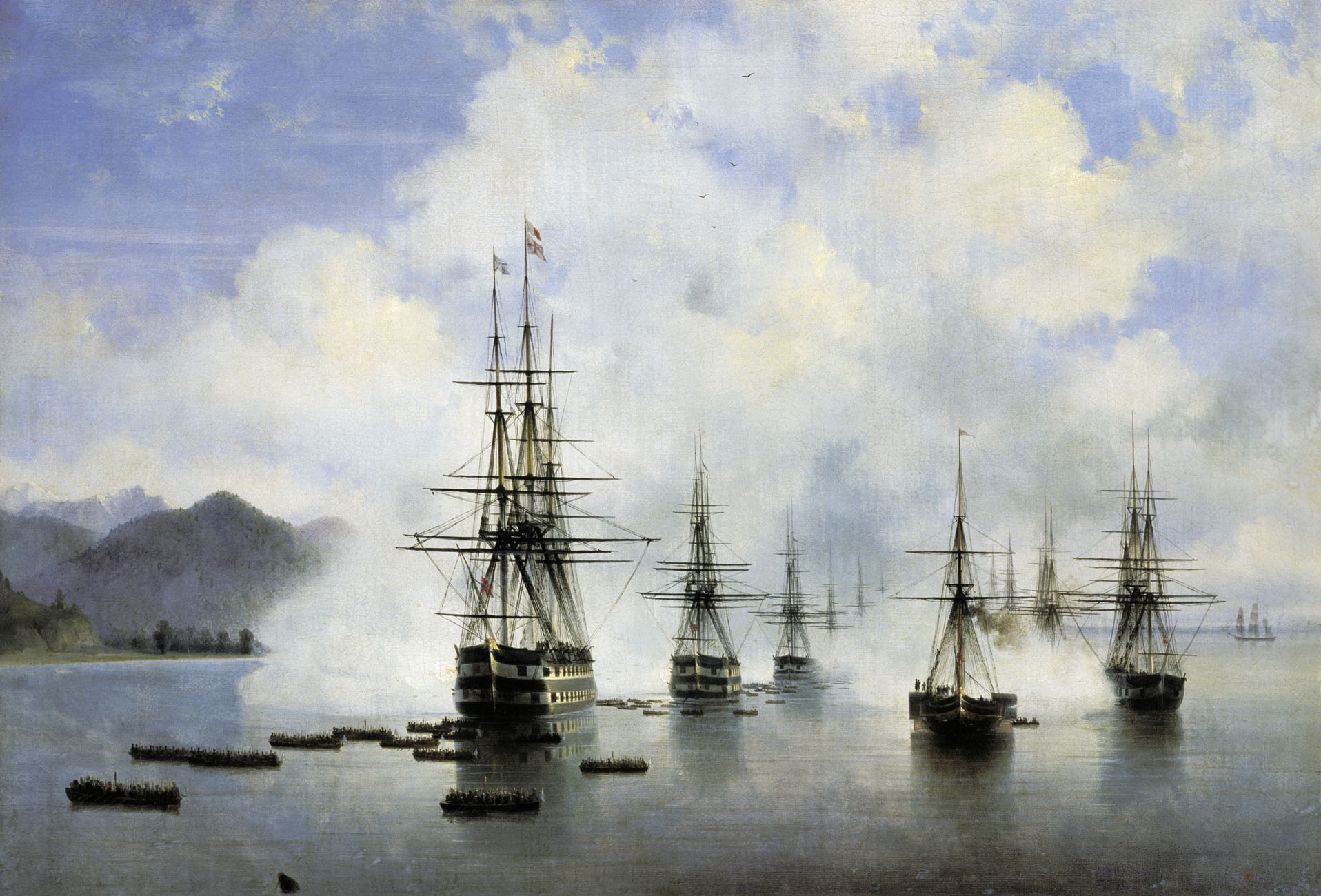
Десант у Субаши.
Картина И. Айвазовского

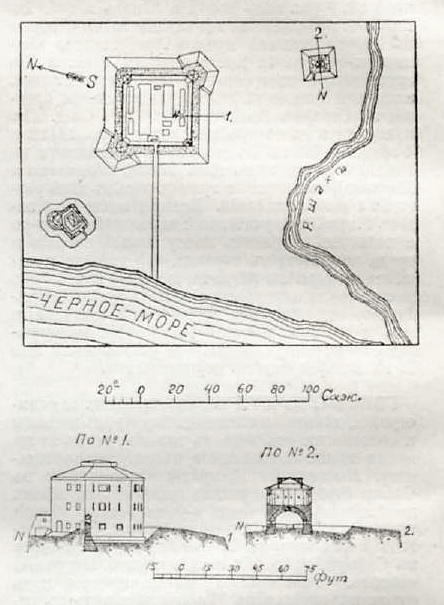
Рисунок из статьи «Головинский форт»
(«Военная энциклопедия Сытина»)

Поселение адыгов-шапсугов в устье реки Шахе известно с XVII века под названием Субаши (одной этимологии с Шахе). Это поселение упоминается у И. де-Лукка (Subasu, начало XVII века) и Эвлия Челеби (Субиш, 1641 год). 
С XV века до середины XIX века, по реке Шахе проходила граница между Шапсугией и Убыхией.
3 мая 1839 года в десанте у Субаши, которым командовал Н. Н. Раевский, участвовал художник И. К. Айвазовский, приглашённый в эту экспедицию адмиралом М. П. Лазаревым. Позже художник написал картину «Десант у Субаши» и ещё несколько полотен на тему Кавказской войны.
Современный посёлок был основан 12 апреля 1839 года как форт Головинский (десантом генерал-лейтенанта Н. Н. Раевского-младшего), в строительстве которого участвовало много декабристов, переведённые из сибирской ссылки на Кавказ в действующие полки отдельного Кавказского корпуса: поэт А. И. Одоевский и его друзья Н. И. Лорер, М. М. Нарышкин, Н. А. Загорецкий, В. Н. Лихарев, А. И. Черкасов. Назван форт в честь генерала Е. А. Головина, командира Отдельного Кавказского корпуса (с 1837 года).
В ночь на 16 июля 1844 года гарнизон Головинского укрепления (2 роты Черноморского линейного № 7-го батальона при 18-ти орудиях и 6-ти мортирах, комендант майор Янчин) был атакован отрядами горцев численностью до 3 000 человек (некоторые авторы утверждают даже о 7 000 нападавших). Убыхи ворвались в укрепление, но контратакой при поддержке картечи были выбиты с большим уроном, гарнизон потерял 33 убитыми и 53 ранеными. Крейсировавшие в море линейный корабль «Силистрия» (командир капитан 1-го ранга П. С. Нахимов и шхуна «Гонец» подошли к берегу, высадили десант на помощь гарнизону и артиллерийским огнём вынудили окончательно бежать в горы нападавших.
Известна также неудачная попытка горцев овладеть укреплением 28 ноября 1847 года, когда паводок на реке Шахе значительно повредил оборонительные сооружения.
В 1854 году форт в стратегических целях был покинут русскими и его вновь заняли черкесы. В 1864 году при завершении Кавказской войны практически всё местное население было выселено в Османскую империю. Лишь спустя пару десятилетий продолжавшим скрываться в горах черкесам было разрешено осесть на своих местах.
Посёлок Головинка по ревизии от 26 января 1923 года был зарегистрирован в списках Лазаревской волости Туапсинского района Кубано-Черноморской области. 
По итогам переписи населения Черноморского округа, проведенной в 1926 году, на территории двух поселков Головинка и Матросская щель проживало  154 человека (37 семей), из них черкесов - 50, украинцев - 58, русских - 29, прочих - 17 человек. 
21 мая 1935 года посёлок Головинка в связи с ликвидацией Туапсинского района был передан в состав Шапсугского района Азово-Черноморского края. В 1945 году Шапсугский район был реорганизован и переименован в Лазаревский.
10 февраля 1961 года посёлок Головинка был включён в состав города-курорта Сочи, с присвоением населённому пункту статуса внутригородского микрорайона.
Население посёлка составляет около 12 тыс. человек. Основную часть населения составляют русские, армяне и адыги.

## Образование
- МОБУ Средняя общеобразовательная школа № 78 им. Куликова Н.Я. — ул. Центральная, 93.
- Начальная школа Детский Сад № 74 — ул. Коммунаров, 1«а».

## Курорты

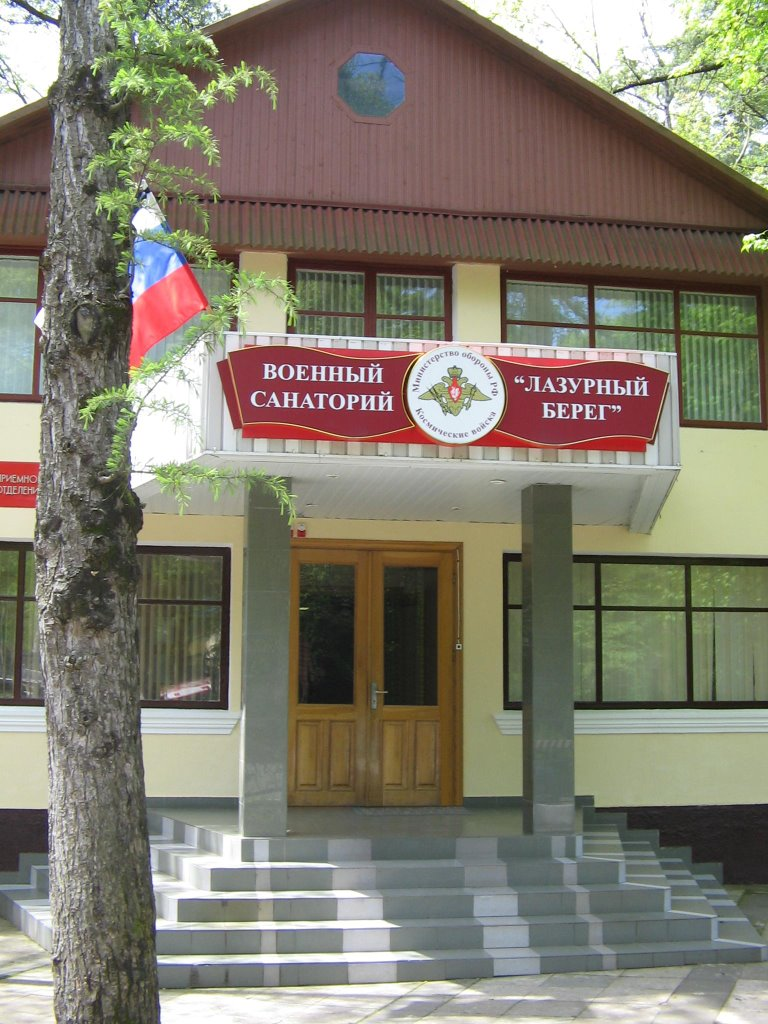
Проходная военного санатория «Лазурный берег»

Посёлок Головинка является одним из наиболее крупных курортов на российском побережье Чёрного моря. На его территории находятся несколько пансионатов и санаторий:
- Гостиный двор «Мэздах»
- База Отдыха «Головинка»
- Парк-отель «Морская Даль»
- Военный санаторий «Лазурный Берег»
- Пансионат «Авиатор»
- Пансионат «Коралл»
- Пансионат «Акварель»
- Пансионат «Замок у моря»
- Пансионат "Камбала"
- Пансионат «Эльбрус».

## Достопримечательности
- Храм Святой Нины в Головинке
- Картина графити на фасаде мини-отеля "Камбала"
- Тюльпановое дерево
- Памятник Ленину

## Экономика
Основу экономики посёлка составляют курортный туризм и садоводство. В устье реки Шахе на правом берегу расположены теплицы, где выращиваются различные теплолюбивые культуры овощей и фруктов. 

## Улицы
Главной улицей микрорайона является улица Центральная, являющаяся частью федеральной автотрассы А-147. 
Улицы
| Коммунаров    |
| Кичмайская    |
| Линейная      |
| Магистральная |
| Матросская    |

| Медицинская |
| Мостовая    |
| Правды      |
| Прибрежная  |

| Симферопольская |
| Торговая        |
| Центральная     |
| Штурманская     |

Переулки
| Крылова  |
| Лазурный |

| Медовый    |
| Черкесский |

| Широкий |